# Teddy Reno
Ferruccio Ricordi-Merk (Trieste, 11 de julho de 1926), é um cantor, produtor e ator italiano naturalizado suíço. É casado com a cantora italiana Rita Pavone.

## Biografia
Nasce em Trieste, filho do engenheiro Giorgio Merk, de família austro-húngara, de origem aristocrática, e de Paola Sanguinetti Sacerdote, romana, de ascendência hebraica. Em 1943, a família se transferiu para Cesena por motivos de trabalho. Debutou, em 1938, em um concurso para diletantes que ocorreu em Rimini cantando a música Tu sei la musica. Depois de 18 de setembro, os Merck conseguiram fugir da captura por parte dos alemães nazistas ao encontrarem um refúgio seguro em Milão sob falsa identidade. Em dezembro foram capturados e presos no cárcere de Codigoro. Fortunadamente conseguiram a liberdade. Desde 1968 é casado com Rita Pavone com quem tem dois filhos homens e vivem na Suíça.
Estreou na Rádio Trieste durante a administração anglo-americana da cidade, lançando com a orquestra do maestro Guido Cergoli, a canção Eterno ritornello (Te vojo ben), de Bidoli.
Em 1946, efetua uma turnê na Alemanha com a orquestra inglesa de Teddy Foster atravessando o Reno. Daí lhe vem a ideia do pseudônimo, usando o nome do regente da orquestra e, como sobrenome, o rio.
Após se exibir para as tropas anglo-americanas na Europa (1945-47) e à Rai de Turim com a orquestra de Pippo Barzizza (1948), participa de variadas transmissões com a orquestra do maestro Nicelli, em particular Il braccialetto di Sheherazade, conduzida por Nunzio Filogamo.
A atividade radiofônica lhe favorece o sucesso discográfico. Com a CGD, casa discográfica por ele fundada, entre 1948 e 1961 se distingue como interprete de gênero romântico-melódico com canções de grande sucesso como Addormentarmi così, Trieste mia, Muleta mia, Aggio perduto o' suonno, Accarezzame, Na voce na chitarra e o' poco e' luna, Chella lla, Piccolissima serenata, Come sinfonia, com as quais alcança notoriedade internacional.
Na rádio foi um dos protagonistas de transmissões populares como Nati per la musica (1953-54) e Punto interrogativo (1952).

## Participações no Festival de Sanremo
Segundo e terceiro classificado no Festival de Sanremo em 1953, no ano seguinte se dedicou à TV com programas (Canzoni al caminetto, 1955-56, a Souvenir, 1960) que hospedaram personagens como a atriz Jennifer Jones e Kim Novak.
Venceu o Festival de Nápoles, em 1959, com Sarrà chissà, de Murolo. Foi ativo também no teatro (L'adorabile Giulio di Garinei e Giovannini, 1957) e no cinema (Totò, Peppino e... la malafemmina di Mastrocinque, 1956). Em 1961, voltou a se ocupar ativamente com o mundo discográfico ao fundar uma nova etiqueta, a Galleria del Corso, com a qual lançou, entre outros, Bruno Lauzi.
No mesmo ano inventou o Festival dos desconhecidos de Ariccia com o objetivo de descobrir e lançar novos talentos. A primeira edição ocorreu em 1962 e foi vencida por uma jovem cantora de Turim, Rita Pavone, a qual esposará Teddy Reno, em 1968, na Suíça após uma série de polêmicas por conta da grande diferença de idade entre ambos, e sobretudo pelo fato de que na época o cantor era separado da primeira mulher, a produtora cinematográfica Vania Protti.

## Discografia

### 33 rpm (25 cm)
- 1954: 1a Selezione successi napoletani (Compagnia Generale del Disco - CGD, MV 0191)
- 1955: Sognate con Teddy Reno (Compagnia Generale del Disco - CGD, MV 0196)
- 1955: In due si canta meglio (Compagnia Generale del Disco - CGD, MV 0197; com Marisa Brando)
- 1956: Teddy Reno International (Compagnia Generale del Disco - CGD, MV 0198)
- 1957: Canzoni al caminetto (Compagnia Generale del Disco - CGD, MV 0219)
- 1957: Confidenze musicali (Compagnia Generale del Disco - CGD, MV 0221)
- 1957: Confidenze musicali n° 2 (Compagnia Generale del Disco - CGD, MV 0227)

### 33 rpm (30 cm)
- 1958: II "Sagra della Canzone Nova" Assisi 1958 (RCA Italiana, PML 10030; com Paolo Bacilieri, Nilla Pizzi e outros artistas)
- 1958: In hi-fi (RCA Italiana, LPM 10034)
- 1959: 20 canzoni di Sanremo '59 (RCA Italiana, LPM 10038; com Nilla Pizzi e Miranda Martino)
- 1959: Napoli '59. Le 20 canzoni del festival (RCA Italiana, LPM 10060; com Nilla Pizzi, Elio Mauro, Stella Dizzy e Miranda Martino)
- 1974: American Classics For Loving And Dancing Pleasure (RCA Italiana, TPL 1-1027)
- 1975: Italian Hits - Successi 1940-50 (RCA Italiana, TPL 1-1123)

### 78 rpm
- Fevereiro de 1948: White Christmas/You Keep Coming Back Like A Song (Compagnia Generale del Disco - CGD, SO 1100)
- 1949: Manana/Laroo laroo (Lily Bolerro) (Compagnia Generale del Disco - CGD, PV 1231)
- 1949: Nature Boy/Civilization (Bongo bongo bongo) (Compagnia Generale del Disco - CGD, PV 1232)
- 1949: Il mare/Veleno (Compagnia Generale del Disco - CGD, PV 1323)
- 1949: Begin The Beguine/Stormy Weather (Compagnia Generale del Disco - CGD, PV 1403)
- 1949: Nature Boy/La Vie En Rose/Long Ago (Compagnia Generale del Disco - CGD, PV 1421; com Jula De Palma)
- 1949: Again/Quizas Quizas (Compagnia Generale del Disco - CGD, PV 1449)
- 1950: Les Feuilles Mortes/Aimez Toujours (Compagnia Generale del Disco - CGD, PV 1496; lato B com Jula De Palma)

Music music music/Mona Lisa - (CGD) - PV 1573
- 1950: September Song/Mona Lisa (Compagnia Generale del Disco - CGD, PV 1573)
- 1951: Ciliegi rosa/Veronica (Compagnia Generale del Disco - CGD, PV 1592)
- 1951: Vecchia America/Luna malinconica (Compagnia Generale del Disco - CGD, PV 1594)
- 1951: Grazie dei fiori/Desiderio (Compagnia Generale del Disco - CGD, PV 1605)
- 1951: Patricia/Solitude (Compagnia Generale del Disco - CGD, PV 1646)
- 1951: Aquellos Ojos Verdes/Jungle Drums (Compagnia Generale del Disco - CGD, PV 1649)

Too young/Would I love you - (CGD) - PV 1672 
- 1951: With A Song In My Heart/If (Compagnia Generale del Disco - CGD, PV 1673)
- 1952: Cabeza Hinchada/Maria Dolores (Compagnia Generale del Disco - CGD, PV 1694)
- 1952: N'angelo/Aggio perduto o' suonno (Compagnia Generale del Disco - CGD, PV 1724)
- 1952: Jezebel/Vecchia America (Compagnia Generale del Disco - CGD, PV 1729)
- 1952: Be My Love/Whilelmina (Compagnia Generale del Disco - CGD, PV 1732)
- 1953: Merci Beaucoup/La mia donna si chiama desiderio (Compagnia Generale del Disco - CGD]], PV 1853)
- 1953: Ba-ba-baciami piccina/Eternamente-Arlecchinata (Compagnia Generale del Disco - CGD, PV 1864)
- 1953: Sugarbusch/Charmaine (Compagnia Generale del Disco - CGD, PV 1873; lato A com Jula De Palma)
- 1953: Un bacio a mezzanotte/Amico Bing non piangere (Compagnia Generale del Disco - CGD, PV 1876)
- 1953: Moulin Rouge/Un bacio ancor (Compagnia Generale del Disco - CGD, PV 1890)

Te sto apettanno / Ombra 'e stu suonno - (CGD) - PV 1898
- 1954: Il cappello di paglia di Firenze/Un bacio ancora (Kiss) (Compagnia Generale del Disco - CGD, PV 1917)
- 1954: Ombra 'e stu suonno/Statte vicino a mme (escrita por Armando Ciervo) (Compagnia Generale del Disco - CGD, PV 1947)
- 1955: Core malato/Statte vicino a mme (pe n'ata sera) (Compagnia Generale del Disco - CGD, RE 1)
- 1955: Un napoletano a Milano/Te voglio bene (Compagnia Generale del Disco - CGD, RE 2)

Accarezzame / 'Na voce 'na chitarra e o poco 'e luna - (CGD) - RE 17
- 1955: Nisciuna è cchiù bella 'e te/Accarezzame (Compagnia Generale del Disco - CGD, RE 20)
- 1955: Andemo a Miramar/Come il sole (Compagnia Generale del Disco - CGD, RE 26)
- 1955: Malatia/Zitto...zitto...zitto... (Compagnia Generale del Disco - CGD, RE 31)
- 1955: Maruzzella Maruzze'/Nata tu si pe' mme (Compagnia Generale del Disco - CGD, RE 34)
- 25 de novembro de 1955: Se bacio te/Ciumachella (Compagnia Generale del Disco - CGD, RE 37)
- 25 de novembro de 1955: Addormentarmi così/L' Amour, Madame... (Compagnia Generale del Disco - CGD, RE 39)
- 1956: Chella llà/Zitto...zitto...zitto... (Compagnia Generale del Disco - CGD, RE 46)
- 1956: Arrivederci Roma/Ciumachella (Compagnia Generale del Disco - CGD, RE 47)
- 1957: Innamorata/Piccolissima serenata (Compagnia Generale del Disco - CGD, RE 77)
- 1957: Sott'er cielo de Roma/Piccolissima serenata (Compagnia Generale del Disco - CGD, RE 78)
- 1957: Intorno al mondo/Valzer delle candele (Compagnia Generale del Disco - CGD, RE 86)
- 1958: Giuro d'amarti così/Non potrai dimenticare (Compagnia Generale del Disco - CGD, RE 89)
- ? Night and day/Temptation (com Lelio Luttazzi e i suoi "Archi") (Compagnia Generale del Disco - CGD, ?)

### EP
- 1957: Sognate con Teddy Reno Compagnia Generale del Disco - CGD, E 6010)
- 1957: Passeggiando per Napoli (Compagnia Generale del Disco - CGD, E 6015)
- 1957: Luna di miele a Sanremo (Compagnia Generale del Disco - CGD, E 6022)
- 1957: Festival di Napoli 1957 (Compagnia Generale del Disco - CGD, E 6025)
- 1957: Piccolissima serenata/La più bella del mondo/'a sonnambula/Vivrò (Compagnia Generale del Disco - CGD, E 6031)
- 1957: Teddy Reno presenta Musiche da film (Compagnia Generale del Disco - CGD, E 6032)
- 1957: Teddy Reno ed i suoi piccoli amici (Compagnia Generale del Disco - CGD, E 6033)
- 1959: Sanremo '59 (RCA Italiana, EPA 10-038)
- 1959: Lettera da Ischia (RCA Italiana, EPA 30-355; com Miranda Martino)

### 45 rpm
- 1956: Statte vicino a 'mme / Na voce, 'na chitarra 'e o poco 'e luna (Compagnia Generale del Disco - CGD, N 9001)
- 1957: Piccolissima serenata / Cet soir (Compagnia Generale del Disco - CGD, N 9014)
- 1957: Ninna nanna del cavallino / Tanti auguri a te (Compagnia Generale del Disco - CGD, N 9021)
- 1957: 'A sunnambola / Simpatica (Compagnia Generale del Disco - CGD, N 9025)
- 1958: Cumpagna d' 'a luna / E dimme... ca me vuo' bbene (Compagnia Generale del Disco - CGD, N 9035)
- 1958: Buenas Noches Mi Amor / Ciacole (Compagnia Generale del Disco - CGD, N 9037)
- 1958: Tre volte baciami / Con tutto il cuor (Compagnia Generale del Disco - CGD, N 9057)
- 1958: Tu che ti senti divina / Non partir (Compagnia Generale del Disco - CGD, N 9058)
- 1958: Piccolissima serenata / Eclipse (RCA Italiana, N 0746)
- 1959: Conoscerti / Una marcia in fa (RCA Italiana, N 0780)
- 1959: Lì per lì / Avevamo la stessa età (RCA Italiana, N 0781)
- 1959: Scurdammoce 'e cose d' 'o munno! / Accussì (RCA Italiana, N 0850)
- 1959: Sarrà .... chi sa .... / 'Sta miss 'nciucio (RCA Italiana, N 0961)
- 1959: Temptation / Canzone di Rossana (RCA Italiana, N 0964)
- 1959: The Hula Hoop Song / Tempo di hula hoop]] (RCA Italiana, N 0969; il lato B è cantato dal Quartetto Due + Due)
- 1960: Ragazzina / Importante (RCA Italiana, N 1041)
- 1960: Souvenir / Ragazzina (RCA Italiana, N 1057)
- 1961: Non mi dire chi sei / Come sinfonia (Galleria del Corso, GC 014)
- 1961: Gli spostati / Exodus (Galleria del Corso, GC 018)
- 1962: Una fra mille / Quando finisce un amore (RCA Italiana, PM 3066)